# Interlands Hondurees voetbalelftal 2010-2019
Deze pagina toont een chronologisch en gedetailleerd overzicht van de interlands die het Hondurees voetbalelftal speelde in de periode 2010 – 2019.

## Interlands

### 2010
|                                                                 |                      |       |                                                               |                                                                                           |
| 23 januari Vriendschappelijk № ??? «onderlinge duels» 20:00 uur | Verenigde Staten     | 1 – 3 | Honduras                                                      | The Home Depot Center, Carson Toeschouwers: 18.626 Scheidsrechter: Benito Archundia (MEX) |
| 23 januari Vriendschappelijk № ??? «onderlinge duels» 20:00 uur | Clarence Goodson 70' |       | 19' (pen.) Carlos Pavón 37' Jerry Palacios 53' Roger Espinoza | The Home Depot Center, Carson Toeschouwers: 18.626 Scheidsrechter: Benito Archundia (MEX) |

|                                                              |                                    |       |          |                                                                                              |
| 3 maart Vriendschappelijk № ??? «onderlinge duels» 19:00 uur | Turkije                            | 2 – 0 | Honduras | Atatürk Olympisch Stadion, Istanboel Toeschouwers: 17.000 Scheidsrechter: Pavel Olšiak (SVK) |
| 3 maart Vriendschappelijk № ??? «onderlinge duels» 19:00 uur | Emre Güngör 41' Hamit Altıntop 55' |       |          | Atatürk Olympisch Stadion, Istanboel Toeschouwers: 17.000 Scheidsrechter: Pavel Olšiak (SVK) |

|                                                               |          |                      |           | |
| 21 april Vriendschappelijk № ??? «onderlinge duels» 18:00 uur | Honduras | 0 – 1                | Venezuela | Estadio Olímpico Metropolitano, San Pedro Sula Toeschouwers: 40.000 Scheidsrechter: Roberto Moreno (PAN) |
| 21 april Vriendschappelijk № ??? «onderlinge duels» 18:00 uur |          | 51' Francisco Flores |           | Estadio Olímpico Metropolitano, San Pedro Sula Toeschouwers: 40.000 Scheidsrechter: Roberto Moreno (PAN) |

|                                                             |                                     |       |                                             |                                                                           |
| 27 mei Vriendschappelijk № ??? «onderlinge duels» 18:30 uur | Wit-Rusland                         | 2 – 2 | Honduras                                    | Stadion Lind, Villach Toeschouwers: 400 Scheidsrechter: René Eisner (AUT) |
| 27 mei Vriendschappelijk № ??? «onderlinge duels» 18:30 uur | Anton Putsila 57' Anton Putsila 60' |       | 26' Julio César de León 71' Georgie Welcome | Stadion Lind, Villach Toeschouwers: 400 Scheidsrechter: René Eisner (AUT) |

|                                                             |              |       |          |                                                                                          |
| 2 juni Vriendschappelijk № ??? «onderlinge duels» 18:30 uur | Azerbeidzjan | 0 – 0 | Honduras | Alois Latini Stadion, Zell am See Toeschouwers: 300 Scheidsrechter: Oliver Drachta (AUT) |
| 2 juni Vriendschappelijk № ??? «onderlinge duels» 18:30 uur |              |       |          | Alois Latini Stadion, Zell am See Toeschouwers: 300 Scheidsrechter: Oliver Drachta (AUT) |

|                                                             |                                                               |       |          | |
| 5 juni Vriendschappelijk № ??? «onderlinge duels» 19:30 uur | Roemenië                                                      | 3 – 0 | Honduras | Jaques-Lemans-Arena, Sankt Veit an der Glan Toeschouwers: 700 Scheidsrechter: Gerhard Grobelnik (AUT) |
| 5 juni Vriendschappelijk № ??? «onderlinge duels» 19:30 uur | Marius Niculae 20' George Florescu 45' Mirel Rădoi 76' (pen.) |       |          | Jaques-Lemans-Arena, Sankt Veit an der Glan Toeschouwers: 700 Scheidsrechter: Gerhard Grobelnik (AUT) |

| WK voetbal 2010 |
| --------------- |

|                                                                 |          |           |                     |                                                                                     |
| 16 juni WK-eindronde Groep H № ??? «onderlinge duels» 13:30 uur | Honduras | 0 – 1     | Chili               | Mbombela Stadion, Nelspruit Toeschouwers: 32.664 Scheidsrechter: Eddy Maillet (SEY) |
| 16 juni WK-eindronde Groep H № ??? «onderlinge duels» 13:30 uur |          | (details) | 33' Jean Beausejour | Mbombela Stadion, Nelspruit Toeschouwers: 32.664 Scheidsrechter: Eddy Maillet (SEY) |

|                                                                 |                                 |       |          |                                                                                     |
| 21 juni WK-eindronde Groep H № ??? «onderlinge duels» 20:30 uur | Spanje                          | 2 – 0 | Honduras | Ellispark, Johannesburg Toeschouwers: 54.386 Scheidsrechter: Yuichi Nishimura (JPN) |
| 21 juni WK-eindronde Groep H № ??? «onderlinge duels» 20:30 uur | David Villa 17' David Villa 51' |       |          | Ellispark, Johannesburg Toeschouwers: 54.386 Scheidsrechter: Yuichi Nishimura (JPN) |

|                                                                 |             |       |          |                                                                                           |
| 25 juni WK-eindronde Groep H № ??? «onderlinge duels» 20:30 uur | Zwitserland | 0 – 0 | Honduras | Vrystaat Stadion, Bloemfontein Toeschouwers: 28.042 Scheidsrechter: Héctor Baldassi (ARG) |
| 25 juni WK-eindronde Groep H № ??? «onderlinge duels» 20:30 uur |             |       |          | Vrystaat Stadion, Bloemfontein Toeschouwers: 28.042 Scheidsrechter: Héctor Baldassi (ARG) |

|  |  |  |  |  |  |  |  |  |

|                                                        |                                              |       |                                  |                                                                                        |
| 4 september Vriendschappelijk № ??? «onderlinge duels» | El Salvador                                  | 2 – 2 | Honduras                         | Memorial Coliseum, Los Angeles Toeschouwers: 15.000 Scheidsrechter: Sorin Stoica (USA) |
| 4 september Vriendschappelijk № ??? «onderlinge duels» | Rodolfo Zelaya 42' Rodolfo Zelaya 90' (pen.) |       | 58' Óscar García 87' Roger Rojas | Memorial Coliseum, Los Angeles Toeschouwers: 15.000 Scheidsrechter: Sorin Stoica (USA) |

|                                                                 |                                    |       |                   |                                                                                |
| 7 september Vriendschappelijk № ?? «onderlinge duels» 20:30 uur | Canada                             | 2 – 1 | Honduras          | Saputo Stadion, Montreal Toeschouwers: 7.525 Scheidsrechter: Mark Geiger (USA) |
| 7 september Vriendschappelijk № ?? «onderlinge duels» 20:30 uur | Josh Simpson 29' Kevin McKenna 42' |       | 36' Erick Norales | Saputo Stadion, Montreal Toeschouwers: 7.525 Scheidsrechter: Mark Geiger (USA) |

|                                                               |                |       |                   |                                                                                          |
| 9 oktober Vriendschappelijk № ?? «onderlinge duels» 20:40 uur | Nieuw-Zeeland  | 1 – 1 | Honduras          | North Harbour Stadium, Auckland Toeschouwers: 18.153 Scheidsrechter: Peter O'Leary (NZL) |
| 9 oktober Vriendschappelijk № ?? «onderlinge duels» 20:40 uur | Chris Wood 45' |       | 64' Emil Martínez | North Harbour Stadium, Auckland Toeschouwers: 18.153 Scheidsrechter: Peter O'Leary (NZL) |

|                                                       |                                     |       |           |                                                                                           |
| 12 oktober Vriendschappelijk № ??? «onderlinge duels» | Honduras                            | 2 – 0 | Guatemala | Memorial Coliseum, Los Angeles Toeschouwers: 10.000 Scheidsrechter: Ramon Hernandez (USA) |
| 12 oktober Vriendschappelijk № ??? «onderlinge duels» | Roger Rojas 21' Georgie Welcome 81' |       |           | Memorial Coliseum, Los Angeles Toeschouwers: 10.000 Scheidsrechter: Ramon Hernandez (USA) |

|                                                        |                                    |       |          |                                                                                           |
| 16 november Vriendschappelijk № ??? «onderlinge duels» | Panama                             | 2 – 0 | Honduras | Estadio Rommel Fernández, Panama-Stad Toeschouwers: 3.646 Scheidsrechter: Hugo Cruz (CRC) |
| 16 november Vriendschappelijk № ??? «onderlinge duels» | Luis Tejada 25' Aramis Haywood 53' |       |          | Estadio Rommel Fernández, Panama-Stad Toeschouwers: 3.646 Scheidsrechter: Hugo Cruz (CRC) |

|                                                        |                                      |       |                   | |
| 18 december Vriendschappelijk № ??? «onderlinge duels» | Honduras                             | 2 – 1 | Panama            | Estadio Olimpico Metropolitano, San Pedro Sula Toeschouwers: 3.000 Scheidsrechter: Elmar Rodas (GUA) |
| 18 december Vriendschappelijk № ??? «onderlinge duels» | Johnny Leverón 7' Johnny Leverón 45' |       | 42' Edwin Aguilar | Estadio Olimpico Metropolitano, San Pedro Sula Toeschouwers: 3.000 Scheidsrechter: Elmar Rodas (GUA) |

### 2011
|                                                                       |                  |       |                   |                                                                                                |
| 14 januari Kwalificatie Gold Cup Groep B «onderlinge duels» 18:00 uur | Costa Rica       | 1 – 1 | Honduras          | Estadio Rommel Fernández, Panama-Stad Toeschouwers: 6.000 Scheidsrechter: Roberto García (MEX) |
| 14 januari Kwalificatie Gold Cup Groep B «onderlinge duels» 18:00 uur | Victor Núñez 42' |       | 90+2' Ramón Núñez | Estadio Rommel Fernández, Panama-Stad Toeschouwers: 6.000 Scheidsrechter: Roberto García (MEX) |

|                                                                       |                                                   |       |                       |                                                                                                |
| 18 januari Kwalificatie Gold Cup Groep B «onderlinge duels» 19:00 uur | Honduras                                          | 3 – 1 | Guatemala             | Estadio Rommel Fernández, Panama-Stad Toeschouwers: 10.000 Scheidsrechter: Joel Aguillar (ESA) |
| 18 januari Kwalificatie Gold Cup Groep B «onderlinge duels» 19:00 uur | Ramón Núñez 13' Jorge Claros 42' Jorge Claros 88' |       | 24' Guillermo Ramírez | Estadio Rommel Fernández, Panama-Stad Toeschouwers: 10.000 Scheidsrechter: Joel Aguillar (ESA) |

|                                                                            |                                        |       |             |                                                                                                |
| 20 januari Kwalificatie Gold Cup Halve finale «onderlinge duels» 18:30 uur | Honduras                               | 2 – 0 | El Salvador | Estadio Rommel Fernández, Panama-Stad Toeschouwers: 5.000 Scheidsrechter: Walter Quesada (CRC) |
| 20 januari Kwalificatie Gold Cup Halve finale «onderlinge duels» 18:30 uur | Johnny Leverón 78' Marvin Chavez 90+2' |       |             | Estadio Rommel Fernández, Panama-Stad Toeschouwers: 5.000 Scheidsrechter: Walter Quesada (CRC) |

|                                                                      |                                      |       |                  |                                                                                              |
| 23 januari Kwalificatie Gold Cup Finale «onderlinge duels» 18:00 uur | Honduras                             | 2 – 1 | Costa Rica       | Estadio Rommel Fernández, Panama-Stad Toeschouwers: 2.000 Scheidsrechter: Walter López (GUA) |
| 23 januari Kwalificatie Gold Cup Finale «onderlinge duels» 18:00 uur | Walter Martínez 8' Emil Martínez 53' |       | 73' Marcos Ureña | Estadio Rommel Fernández, Panama-Stad Toeschouwers: 2.000 Scheidsrechter: Walter López (GUA) |

|                                                      |                                                                                      |       |                                                                                      |                                                                                   |
| 9 februari Copa de La Ceiba № ??? «onderlinge duels» | Honduras                                                                             | 1 – 1 | Ecuador                                                                              | Estadio Ceibeño, La Ceiba Toeschouwers: 15.000 Scheidsrechter: Walter López (GUA) |
| 9 februari Copa de La Ceiba № ??? «onderlinge duels» | Jerry Bengtson 8'                                                                    |       | 12' Pablo Palacios                                                                   | Estadio Ceibeño, La Ceiba Toeschouwers: 15.000 Scheidsrechter: Walter López (GUA) |
| 9 februari Copa de La Ceiba № ??? «onderlinge duels» | Strafschoppen                                                                        |       |                                                                                      | Estadio Ceibeño, La Ceiba Toeschouwers: 15.000 Scheidsrechter: Walter López (GUA) |
| 9 februari Copa de La Ceiba № ??? «onderlinge duels» | Ramón Núñez Maynor Figueroa Johnny Leverón Jorge Claros Jerry Bengtson Hendry Thomas | 4 – 5 | Jorge Guagua Christian Noboa Jaime Ayoví Michael Quiñónez Walter Ayoví Oswaldo Minda | Estadio Ceibeño, La Ceiba Toeschouwers: 15.000 Scheidsrechter: Walter López (GUA) |

|                                                               |                                                                      |       |          |                                                                                      |
| 25 maart Vriendschappelijk № ??? «onderlinge duels» 19:00 uur | Zuid-Korea                                                           | 4 – 0 | Honduras | Seoul World Cup Stadion, Seoul Toeschouwers: 31.224 Scheidsrechter: Ryuji Sato (JPN) |
| 25 maart Vriendschappelijk № ??? «onderlinge duels» 19:00 uur | Jung-Soo Lee 28' Jung-Woo Kim 44' Chu-Young Park 83' Keun-Ho Lee 90' |       |          | Seoul World Cup Stadion, Seoul Toeschouwers: 31.224 Scheidsrechter: Ryuji Sato (JPN) |

|                                                               |                                         |       |          |                                                                                            |
| 29 maart Vriendschappelijk № ??? «onderlinge duels» 19:35 uur | China                                   | 3 – 0 | Honduras | Wuhan Sports Center Stadion, Wuhan Toeschouwers: 35.000 Scheidsrechter: Masaaki Toma (JPN) |
| 29 maart Vriendschappelijk № ??? «onderlinge duels» 19:35 uur | Bowen Huang 17' Xu Yang 37' Xu Yang 87' |       |          | Wuhan Sports Center Stadion, Wuhan Toeschouwers: 35.000 Scheidsrechter: Masaaki Toma (JPN) |

|                                                             |                                       |       |                                            |                                                                                          |
| 29 mei Vriendschappelijk № ??? «onderlinge duels» 19:35 uur | El Salvador                           | 2 – 2 | Honduras                                   | Robertson Stadium, Houston Toeschouwers: 10.100 Scheidsrechter: Armando Villarreal (USA) |
| 29 mei Vriendschappelijk № ??? «onderlinge duels» 19:35 uur | Rodolfo Zelaya 73' Rudis Corrales 76' |       | 45' Carlo Costly 51' (pen.) Jerry Bengtson | Robertson Stadium, Houston Toeschouwers: 10.100 Scheidsrechter: Armando Villarreal (USA) |

| CONCACAF Gold Cup |
| ----------------- |

|                                                               |          |       |           |                                                                                           |
| 6 juni CONCACAF Gold Cup Groep B «onderlinge duels» 20:00 uur | Honduras | 0 – 0 | Guatemala | The Home Depot Center, Carson Toeschouwers: 21.507 Scheidsrechter: Francisco Chacón (MEX) |
| 6 juni CONCACAF Gold Cup Groep B «onderlinge duels» 20:00 uur |          |       |           | The Home Depot Center, Carson Toeschouwers: 21.507 Scheidsrechter: Francisco Chacón (MEX) |

|                                                                |                  |       | |                                                                           |
| 10 juni CONCACAF Gold Cup Groep B «onderlinge duels» 21:00 uur | Grenada          | 1 – 7 | Honduras | FIU Stadium, Miami Toeschouwers: 18.057 Scheidsrechter: Dave Gantar (CAN) |
| 10 juni CONCACAF Gold Cup Groep B «onderlinge duels» 21:00 uur | Clive Murray 20' |       | 26' Jerry Bengtson 28' Carlo Costly 37' Jerry Bengtson 67' Carlo Costly 71' Carlo Costly 88' Walter Martínez 90+3' Alfredo Mejía | FIU Stadium, Miami Toeschouwers: 18.057 Scheidsrechter: Dave Gantar (CAN) |

|                                                                |          |                  |         |                                                                                  |
| 13 juni CONCACAF Gold Cup Groep B «onderlinge duels» 21:00 uur | Honduras | 0 – 1            | Jamaica | Red Bull Arena, Harrison Toeschouwers: 25.000 Scheidsrechter: Joel Aguilar (ESA) |
| 13 juni CONCACAF Gold Cup Groep B «onderlinge duels» 21:00 uur |          | 36' Ryan Johnson |         | Red Bull Arena, Harrison Toeschouwers: 25.000 Scheidsrechter: Joel Aguilar (ESA) |

|                                                                     |                                                      |       |                                                              | |
| 18 juni CONCACAF Gold Cup Kwartfinales «onderlinge duels» 17:00 uur | Costa Rica                                           | 1 – 1 | Honduras                                                     | New Meadowlands Stadium, East Rutherford Toeschouwers: 78.807 Scheidsrechter: Roberto Moreno (PAN) |
| 18 juni CONCACAF Gold Cup Kwartfinales «onderlinge duels» 17:00 uur | Dennis Marshall 56'                                  |       | 49' Jerry Bengtson                                           | New Meadowlands Stadium, East Rutherford Toeschouwers: 78.807 Scheidsrechter: Roberto Moreno (PAN) |
| 18 juni CONCACAF Gold Cup Kwartfinales «onderlinge duels» 17:00 uur | Strafschoppen                                        |       |                                                              | New Meadowlands Stadium, East Rutherford Toeschouwers: 78.807 Scheidsrechter: Roberto Moreno (PAN) |
| 18 juni CONCACAF Gold Cup Kwartfinales «onderlinge duels» 17:00 uur | Celso Borges Bryan Ruiz Álvaro Saborío Joel Campbell | 2 – 4 | Carlo Costly Víctor Bernárdez Wilson Palacios Jerry Bengtson | New Meadowlands Stadium, East Rutherford Toeschouwers: 78.807 Scheidsrechter: Roberto Moreno (PAN) |

|                                                                      |          |                                         |        |                                                                                  |
| 22 juni CONCACAF Gold Cup Halve finales «onderlinge duels» 21:00 uur | Honduras | 0 – 2                                   | Mexico | Reliant Stadium, Houston Toeschouwers: 70.627 Scheidsrechter: Walter López (GUA) |
| 22 juni CONCACAF Gold Cup Halve finales «onderlinge duels» 21:00 uur |          | 93' Aldo de Nigris 99' Javier Hernández |        | Reliant Stadium, Houston Toeschouwers: 70.627 Scheidsrechter: Walter López (GUA) |

|  |  |  |  |  |  |  |  |  |

|                                                                  |                                     |       |           |                                                                                           |
| 10 augustus Vriendschappelijk № ??? «onderlinge duels» 19:45 uur | Honduras                            | 2 – 0 | Venezuela | Lockhart Stadium, Fort Lauderdale Toeschouwers: 20.100 Scheidsrechter: Terry Vaughn (USA) |
| 10 augustus Vriendschappelijk № ??? «onderlinge duels» 19:45 uur | Carlos Costly 58' Carlos Costly 69' |       |           | Lockhart Stadium, Fort Lauderdale Toeschouwers: 20.100 Scheidsrechter: Terry Vaughn (USA) |

|                                                        |          |                                                    |          |                                                                                    |
| 3 september Vriendschappelijk № ??? «onderlinge duels» | Honduras | 0 – 2                                              | Colombia | Red Bull Arena, Harrison Toeschouwers: 15.000 Scheidsrechter: Jorge Gonzalez (USA) |
| 3 september Vriendschappelijk № ??? «onderlinge duels» |          | 25' (pen.) Teófilo Gutiérrez 72' Teófilo Gutiérrez |          | Red Bull Arena, Harrison Toeschouwers: 15.000 Scheidsrechter: Jorge Gonzalez (USA) |

|                                                        |          |                                                          |          | |
| 6 september Vriendschappelijk № ??? «onderlinge duels» | Honduras | 0 – 3                                                    | Paraguay | Estadio Olímpico Metropolitano, San Pedro Sula Toeschouwers: 20.000 Scheidsrechter: Joel Aguilar (ESA) |
| 6 september Vriendschappelijk № ??? «onderlinge duels» |          | 31' Nestor Camacho 87' Óscar Cardozo 90+2' Óscar Cardozo |          | Estadio Olímpico Metropolitano, San Pedro Sula Toeschouwers: 20.000 Scheidsrechter: Joel Aguilar (ESA) |

|                                                      |                   |       |          |                                                                                     |
| 8 oktober Vriendschappelijk № ??? «onderlinge duels» | Verenigde Staten  | 1 – 0 | Honduras | Dolphin Stadium, Miami Toeschouwers: 21.170 Scheidsrechter: Courtney Campbell (JAM) |
| 8 oktober Vriendschappelijk № ??? «onderlinge duels» | Clint Dempsey 35' |       |          | Dolphin Stadium, Miami Toeschouwers: 21.170 Scheidsrechter: Courtney Campbell (JAM) |

|                                                                 |                                      |       |                    |                                                                                     |
| 12 oktober Vriendschappelijk № ??? «onderlinge duels» 20:00 uur | Honduras                             | 2 – 1 | Jamaica            | Estadio Ceibeño, La Ceiba Toeschouwers: 18.000 Scheidsrechter: Roberto Moreno (PAN) |
| 12 oktober Vriendschappelijk № ??? «onderlinge duels» 20:00 uur | Jerry Bengtson 1' Mario Martínez 54' |       | 45' Demar Phillips | Estadio Ceibeño, La Ceiba Toeschouwers: 18.000 Scheidsrechter: Roberto Moreno (PAN) |

|                                                                  |                                      |       |        | |
| 14 november Vriendschappelijk № ??? «onderlinge duels» 20:30 uur | Honduras                             | 2 – 0 | Servië | Estadio Olímpico Metropolitano, San Pedro Sula Toeschouwers: 20.000 Scheidsrechter: Elmar Rodas (GUA) |
| 14 november Vriendschappelijk № ??? «onderlinge duels» 20:30 uur | Jerry Bengtson 6' Jerry Bengtson 30' |       |        | Estadio Olímpico Metropolitano, San Pedro Sula Toeschouwers: 20.000 Scheidsrechter: Elmar Rodas (GUA) |

### 2012
|                                                        |                                 |       |          |                                                                                          |
| 29 februari Vriendschappelijk № ??? «onderlinge duels» | Ecuador                         | 2 – 0 | Honduras | Estadio George Capwell, Guayaquil Toeschouwers: 6.000 Scheidsrechter: Imer Machado (COL) |
| 29 februari Vriendschappelijk № ??? «onderlinge duels» | Jaime Ayoví 16' Jaime Ayoví 70' |       |          | Estadio George Capwell, Guayaquil Toeschouwers: 6.000 Scheidsrechter: Imer Machado (COL) |

|                                                           |                  |       |                 |                                                                      |
| 11 april Vriendschappelijk № «onderlinge duels» 20:00 uur | Costa Rica       | 1 – 1 | Honduras        | Estadio Ricardo Saprissa, San José Scheidsrechter: Mark Geiger (USA) |
| 11 april Vriendschappelijk № «onderlinge duels» 20:00 uur | Olman Vargas 49' |       | 23' David Suazo | Estadio Ricardo Saprissa, San José Scheidsrechter: Mark Geiger (USA) |

|                                                   |          |                  |               |                                                                                  |
| 26 mei Vriendschappelijk № ??? «onderlinge duels» | Honduras | 0 – 1            | Nieuw-Zeeland | Cotton Bowl, Dallas Toeschouwers: onbekend Scheidsrechter: Edvin Jurisevic (USA) |
| 26 mei Vriendschappelijk № ??? «onderlinge duels» |          | 45' Shane Smeltz |               | Cotton Bowl, Dallas Toeschouwers: onbekend Scheidsrechter: Edvin Jurisevic (USA) |

|                                                             |             |                                                        |          |                                                                                      |
| 2 juni Vriendschappelijk № ??? «onderlinge duels» 18:45 uur | El Salvador | 0 – 3                                                  | Honduras | RFK Stadium, Washington Toeschouwers: onbekend Scheidsrechter: Ricardo Salazar (USA) |
| 2 juni Vriendschappelijk № ??? «onderlinge duels» 18:45 uur |             | 11' Víctor Bernárdez 49' Carlos Costly 85' Allan Lalin |          | RFK Stadium, Washington Toeschouwers: onbekend Scheidsrechter: Ricardo Salazar (USA) |

|                                                                   |          |                               |        | |
| 8 juni WK-kwalificatie Groep 3 № ??? «onderlinge duels» 20:30 uur | Honduras | 0 – 2                         | Panama | Estadio Olímpico Metropolitano, San Pedro Sula Toeschouwers: 28.215 Scheidsrechter: Roberto García (MEX) |
| 8 juni WK-kwalificatie Groep 3 № ??? «onderlinge duels» 20:30 uur |          | 64' Blas Pérez 80' Blas Pérez |        | Estadio Olímpico Metropolitano, San Pedro Sula Toeschouwers: 28.215 Scheidsrechter: Roberto García (MEX) |

|                                                        |        |       |          |                                                                                 |
| 12 juni WK-kwalificatie № «onderlinge duels» 19:45 uur | Canada | 0 – 0 | Honduras | BMO Field, Toronto Toeschouwers: 16.132 Scheidsrechter: Enrico Wijngaarde (SUR) |
| 12 juni WK-kwalificatie № «onderlinge duels» 19:45 uur |        |       |          | BMO Field, Toronto Toeschouwers: 16.132 Scheidsrechter: Enrico Wijngaarde (SUR) |

|                                                                        |      |                                                             |          |                                                                                        |
| 7 september WK-kwalificatie Groep 3 № ??? «onderlinge duels» 20:00 uur | Cuba | 0 – 3                                                       | Honduras | Estadio Pedro Marrero, Havana Toeschouwers: 8.000 Scheidsrechter: Wálter Quesada (CRC) |
| 7 september WK-kwalificatie Groep 3 № ??? «onderlinge duels» 20:00 uur |      | 31' Jerry Bengtson 63' Victor Bernárdez 90+2' Marvin Chávez |          | Estadio Pedro Marrero, Havana Toeschouwers: 8.000 Scheidsrechter: Wálter Quesada (CRC) |

|                                                                         |                    |       |      | |
| 11 september WK-kwalificatie Groep 3 № ??? «onderlinge duels» 20:30 uur | Honduras           | 1 – 0 | Cuba | Estadio Olímpico Metropolitano, San Pedro Sula Toeschouwers: 12.000 Scheidsrechter: Walter Lopez (GUA) |
| 11 september WK-kwalificatie Groep 3 № ??? «onderlinge duels» 20:30 uur | Jerry Bengtson 32' |       |      | Estadio Olímpico Metropolitano, San Pedro Sula Toeschouwers: 12.000 Scheidsrechter: Walter Lopez (GUA) |

|                                                                       |        |       |          |                                                                                               |
| 12 oktober WK-kwalificatie Groep 3 № ??? «onderlinge duels» 20:05 uur | Panama | 0 – 0 | Honduras | Estadio Rommel Fernández, Panama-Stad Toeschouwers: 27.000 Scheidsrechter: Joel Aguilar (ESA) |
| 12 oktober WK-kwalificatie Groep 3 № ??? «onderlinge duels» 20:05 uur |        |       |          | Estadio Rommel Fernández, Panama-Stad Toeschouwers: 27.000 Scheidsrechter: Joel Aguilar (ESA) |

|                                                           | |       |               | |
| 16 oktober WK-kwalificatie № «onderlinge duels» 16:00 uur | Honduras | 8 – 1 | Canada        | Estadio Olímpico Metropolitano, San Pedro Sula Toeschouwers: 38.000 Scheidsrechter: Mauricio Morales (MEX) |
| 16 oktober WK-kwalificatie № «onderlinge duels» 16:00 uur | Jerry Bengtson 7' Jerry Bengtson 16' Carlos Costly 28' Mario Martínez 32' Carlos Costly 48' Mario Martínez 59' Jerry Bengtson 82' Carlos Costly 88' |       | 76' Iain Hume | Estadio Olímpico Metropolitano, San Pedro Sula Toeschouwers: 38.000 Scheidsrechter: Mauricio Morales (MEX) |

|                                                              |          |       |      |                                                                                       |
| 14 november Vriendschappelijk № «onderlinge duels» 20:30 uur | Honduras | 0 – 0 | Peru | BBVA Compass Stadium, Houston Toeschouwers: 10.000 Scheidsrechter: David Gantar (CAN) |
| 14 november Vriendschappelijk № «onderlinge duels» 20:30 uur |          |       |      | BBVA Compass Stadium, Houston Toeschouwers: 10.000 Scheidsrechter: David Gantar (CAN) |

### 2013
|                                                                     |                    |       |                   |                                                                                   |
| 18 januari Gold Cup kwalificatie № ??? «onderlinge duels» 18:00 uur | Honduras           | 1 – 1 | El Salvador       | Estadio Nacional, San José Toeschouwers: 2.500 Scheidsrechter: Walter López (GUA) |
| 18 januari Gold Cup kwalificatie № ??? «onderlinge duels» 18:00 uur | Jerry Bengtson 75' |       | 77' Rafael Burgos | Estadio Nacional, San José Toeschouwers: 2.500 Scheidsrechter: Walter López (GUA) |

|                                                                     |                    |       |                       |                                                                                     |
| 22 januari Gold Cup kwalificatie № ??? «onderlinge duels» 18:00 uur | Panama             | 1 – 1 | Honduras              | Estadio Nacional, San José Toeschouwers: 3.450 Scheidsrechter: Roberto García (MEX) |
| 22 januari Gold Cup kwalificatie № ??? «onderlinge duels» 18:00 uur | Marcos Sánchez 13' |       | 31' Juan Pablo Montes | Estadio Nacional, San José Toeschouwers: 3.450 Scheidsrechter: Roberto García (MEX) |

|                                                                     |                     |       |        |                                                                                   |
| 25 januari Gold Cup kwalificatie № ??? «onderlinge duels» 17:30 uur | Honduras            | 1 – 0 | Belize | Estadio Nacional, San José Toeschouwers: 1.644 Scheidsrechter: Walter López (GUA) |
| 25 januari Gold Cup kwalificatie № ??? «onderlinge duels» 17:30 uur | Brayan Beckeles 67' |       |        | Estadio Nacional, San José Toeschouwers: 1.644 Scheidsrechter: Walter López (GUA) |

|                                                                     |                        |       |          |                                                                                    |
| 27 januari Gold Cup kwalificatie № ??? «onderlinge duels» 17:00 uur | Costa Rica             | 1 – 0 | Honduras | Estadio Nacional, San José Toeschouwers: 14.146 Scheidsrechter: Joel Aguilar (ESA) |
| 27 januari Gold Cup kwalificatie № ??? «onderlinge duels» 17:00 uur | Giancarlo González 38' |       |          | Estadio Nacional, San José Toeschouwers: 14.146 Scheidsrechter: Joel Aguilar (ESA) |

|                                                           |                                    |       |                   |                                                                                                  |
| 6 februari WK-kwalificatie № «onderlinge duels» 20:00 uur | Honduras                           | 2 – 1 | Verenigde Staten  | Olímpico Metropolitano, San Pedro Sula Toeschouwers: 32.000 Scheidsrechter: Walter Quesada (CRC) |
| 6 februari WK-kwalificatie № «onderlinge duels» 20:00 uur | Juan García 40' Jerry Bengtson 79' |       | 36' Clint Dempsey | Olímpico Metropolitano, San Pedro Sula Toeschouwers: 32.000 Scheidsrechter: Walter Quesada (CRC) |

|                                                         |                                      |       |                                           | |
| 22 maart WK-kwalificatie № «onderlinge duels» 21:05 uur | Honduras                             | 2 – 2 | Mexico                                    | Olímpico Metropolitano, San Pedro Sula Toeschouwers: 37.325 Scheidsrechter: Courtney Campbell (JAM) |
| 22 maart WK-kwalificatie № «onderlinge duels» 21:05 uur | Carlos Costly 77' Jerry Bengtson 80' |       | 28' Javier Hernández 54' Javier Hernández | Olímpico Metropolitano, San Pedro Sula Toeschouwers: 37.325 Scheidsrechter: Courtney Campbell (JAM) |

|                                                         |                               |       |          |                                                                                               |
| 26 maart WK-kwalificatie № «onderlinge duels» 20:00 uur | Panama                        | 2 – 0 | Honduras | Estadio Rommel Fernández, Panama-Stad Toeschouwers: 18.253 Scheidsrechter: Jair Marrufo (USA) |
| 26 maart WK-kwalificatie № «onderlinge duels» 20:00 uur | Luis Tejada 2' Blas Pérez 75' |       |          | Estadio Rommel Fernández, Panama-Stad Toeschouwers: 18.253 Scheidsrechter: Jair Marrufo (USA) |

|                                                             |          |                                    |        |                                                                                 |
| 2 juni Vriendschappelijk № ??? «onderlinge duels» 18:30 uur | Honduras | 0 – 2                              | Israël | Citi Field, New York Toeschouwers: 37.325 Scheidsrechter: Edvin Jurisevic (USA) |
| 2 juni Vriendschappelijk № ??? «onderlinge duels» 18:30 uur |          | 51' Hen Ezra 76' Shimon Abuhatzira |        | Citi Field, New York Toeschouwers: 37.325 Scheidsrechter: Edvin Jurisevic (USA) |

|                                                          |                |       |          |                                                                                    |
| 7 juni WK-kwalificatie № ?? «onderlinge duels» 20:00 uur | Costa Rica     | 1 – 0 | Honduras | Estadio Nacional, San José Toeschouwers: 35.000 Scheidsrechter: Walter Lopez (GUA) |
| 7 juni WK-kwalificatie № ?? «onderlinge duels» 20:00 uur | Roy Miller 25' |       |          | Estadio Nacional, San José Toeschouwers: 35.000 Scheidsrechter: Walter Lopez (GUA) |

|                                                           |                                  |       |         |                                                                                          |
| 11 juni WK-kwalificatie № ?? «onderlinge duels» 20:00 uur | Honduras                         | 2 – 0 | Jamaica | Estadio Nacional, Tegucigalpa Toeschouwers: 29.000 Scheidsrechter: Marco Rodríguez (MEX) |
| 11 juni WK-kwalificatie № ?? «onderlinge duels» 20:00 uur | Oscar García 10' Roger Rojas 88' |       |         | Estadio Nacional, Tegucigalpa Toeschouwers: 29.000 Scheidsrechter: Marco Rodríguez (MEX) |

|                                                              |           |       |          |  |
| 15 juni Vriendschappelijk № ??? «onderlinge duels» 19:00 uur | Nicaragua | 2 – 2 | Honduras |  |
| 15 juni Vriendschappelijk № ??? «onderlinge duels» 19:00 uur |           |       |          |  |

|                                                           |                   |       |          |                                                                                                |
| 18 juni WK-kwalificatie № ?? «onderlinge duels» 20:00 uur | Verenigde Staten  | 1 – 0 | Honduras | Rio Tinto Stadium, Salt Lake City Toeschouwers: 20.250 Scheidsrechter: Enrico Wijngaarde (SUR) |
| 18 juni WK-kwalificatie № ?? «onderlinge duels» 20:00 uur | Jozy Altidore 73' |       |          | Rio Tinto Stadium, Salt Lake City Toeschouwers: 20.250 Scheidsrechter: Enrico Wijngaarde (SUR) |

| CONCACAF Gold Cup |
| ----------------- |

|                                                                 |       |                                    |          |                                                                               |
| 8 juli CONCACAF Gold Cup Groep B № «onderlinge duels» 21:30 uur | Haïti | 0 – 2                              | Honduras | Red Bull Arena, Harrison Toeschouwers: 20.000 Scheidsrechter: Hugo Cruz (CRC) |
| 8 juli CONCACAF Gold Cup Groep B № «onderlinge duels» 21:30 uur |       | 4' Rony Martínez 77' Marvin Chavez |          | Red Bull Arena, Harrison Toeschouwers: 20.000 Scheidsrechter: Hugo Cruz (CRC) |

|                                                                  |                  |       |             |                                                                                         |
| 12 juli CONCACAF Gold Cup Groep B № «onderlinge duels» 21:30 uur | Honduras         | 1 – 0 | El Salvador | Sun Life Stadium, Miami Gardens Toeschouwers: 28.713 Scheidsrechter: Jair Marrufo (USA) |
| 12 juli CONCACAF Gold Cup Groep B № «onderlinge duels» 21:30 uur | Jorge Claros 90' |       |             | Sun Life Stadium, Miami Gardens Toeschouwers: 28.713 Scheidsrechter: Jair Marrufo (USA) |

|                                                                  |          |                                           |                    |                                                                                          |
| 15 juli CONCACAF Gold Cup Groep B № «onderlinge duels» 21:30 uur | Honduras | 0 – 2                                     | Trinidad en Tobago | BBVA Compass Stadium, Houston Toeschouwers: 21.783 Scheidsrechter: Marco Rodríguez (MEX) |
| 15 juli CONCACAF Gold Cup Groep B № «onderlinge duels» 21:30 uur |          | 48' (pen.) Kenwyne Jones 67' Kevin Molino |                    | BBVA Compass Stadium, Houston Toeschouwers: 21.783 Scheidsrechter: Marco Rodríguez (MEX) |

|                                                                      |                |       |            |                                                                                          |
| 21 juli CONCACAF Gold Cup Kwartfinale № «onderlinge duels» 19:00 uur | Honduras       | 1 – 0 | Costa Rica | M&T Bank Stadium, Baltimore Toeschouwers: 70.540 Scheidsrechter: Courtney Campbell (JAM) |
| 21 juli CONCACAF Gold Cup Kwartfinale № «onderlinge duels» 19:00 uur | Andy Najar 49' |       |            | M&T Bank Stadium, Baltimore Toeschouwers: 70.540 Scheidsrechter: Courtney Campbell (JAM) |

|                                                                       |                                                         |       |                 |                                                                                      |
| 25 juli CONCACAF Gold Cup Halve finale № «onderlinge duels» 19:00 uur | Verenigde Staten                                        | 3 – 1 | Honduras        | Cowboys Stadium, Arlington Toeschouwers: 81.410 Scheidsrechter: Wálter Quesada (CRC) |
| 25 juli CONCACAF Gold Cup Halve finale № «onderlinge duels» 19:00 uur | Eddie Johnson 11' Landon Donovan 27' Landon Donovan 53' |       | 52' Nery Medina | Cowboys Stadium, Arlington Toeschouwers: 81.410 Scheidsrechter: Wálter Quesada (CRC) |

|  |  |  |  |  |  |  |  |  |

|                                                            |                  |       |                                      |                                                                                       |
| 6 september WK-kwalificatie № «onderlinge duels» 20:30 uur | Mexico           | 1 – 2 | Honduras                             | Aztekenstadion, Mexico-Stad Toeschouwers: 73.981 Scheidsrechter: Roberto Moreno (PAN) |
| 6 september WK-kwalificatie № «onderlinge duels» 20:30 uur | Oribe Peralta 6' |       | 64' Jerry Bengtson 66' Carlos Costly | Aztekenstadion, Mexico-Stad Toeschouwers: 73.981 Scheidsrechter: Roberto Moreno (PAN) |

|                                                                |                                       |       |                                     |                                                                                      |
| 10 september WK-kwalificatie № ?? «onderlinge duels» 20:00 uur | Honduras                              | 2 – 2 | Panama                              | Estadio Nacional, Tegucigalpa Toeschouwers: 26.582 Scheidsrechter: Mark Geiger (USA) |
| 10 september WK-kwalificatie № ?? «onderlinge duels» 20:00 uur | Carlos Costly 27' Wilson Palacios 60' |       | 49' Gabriel Torres 90' Roberto Chen | Estadio Nacional, Tegucigalpa Toeschouwers: 26.582 Scheidsrechter: Mark Geiger (USA) |

|                                                              |                    |       |            |                                                                                          |
| 11 oktober WK-kwalificatie № ?? «onderlinge duels» 20:00 uur | Honduras           | 1 – 0 | Costa Rica | Estadio Olimpico, San Pedro Sula Toeschouwers: 38.500 Scheidsrechter: Jair Marrufo (USA) |
| 11 oktober WK-kwalificatie № ?? «onderlinge duels» 20:00 uur | Jerry Bengtson 64' |       |            | Estadio Olimpico, San Pedro Sula Toeschouwers: 38.500 Scheidsrechter: Jair Marrufo (USA) |

|                                                              |                                               |       |                                      |                                                                               |
| 15 oktober WK-kwalificatie № ?? «onderlinge duels» 20:30 uur | Jamaica                                       | 2 – 2 | Honduras                             | National Stadium, Kingston Toeschouwers: ?? Scheidsrechter: Mark Geiger (USA) |
| 15 oktober WK-kwalificatie № ?? «onderlinge duels» 20:30 uur | Je-Vaughn Watson 3' Rodolph Austin 58' (pen.) |       | 1' Carlos Costly 33' Maynor Figueroa | National Stadium, Kingston Toeschouwers: ?? Scheidsrechter: Mark Geiger (USA) |

|                                                                 |                                     |       |                                    |                                                                                          |
| 19 november Vriendschappelijk № ?? «onderlinge duels» 21:00 uur | Honduras                            | 2 – 2 | Ecuador                            | BBVA Compass Stadium, Houston Toeschouwers: 10.000 Scheidsrechter: Ricardo Salazar (USA) |
| 19 november Vriendschappelijk № ?? «onderlinge duels» 21:00 uur | Carlos Costly 63' Carlos Costly 67' |       | 16' Jaime Ayoví 89' Enner Valencia | BBVA Compass Stadium, Houston Toeschouwers: 10.000 Scheidsrechter: Ricardo Salazar (USA) |

### 2014
|                                                          |                                      |       |                  |                                                                                            |
| 5 maart Vriendschappelijk № «onderlinge duels» 20:00 uur | Honduras                             | 2 – 1 | Venezuela        | Estadio Olímpico, San Pedro Sula Toeschouwers: 27.009 Scheidsrechter: Henry Bejarano (CRC) |
| 5 maart Vriendschappelijk № «onderlinge duels» 20:00 uur | Jerry Bengtson 7' Jerry Palacios 60' |       | 21' Rómulo Otero | Estadio Olímpico, San Pedro Sula Toeschouwers: 27.009 Scheidsrechter: Henry Bejarano (CRC) |

|                                                         |          |                                   |         |                                                                                        |
| 29 mei Vriendschappelijk № «onderlinge duels» 20:00 uur | Honduras | 0 – 2                             | Turkije | RFK Stadium, Washington D.C. Toeschouwers: 20.123 Scheidsrechter: Roberto García (MEX) |
| 29 mei Vriendschappelijk № «onderlinge duels» 20:00 uur |          | 69' Mevlüt Erdinç 82' Caner Erkin |         | RFK Stadium, Washington D.C. Toeschouwers: 20.123 Scheidsrechter: Roberto García (MEX) |

|                                                         |                                     |       |                                                                  |                                                                                         |
| 1 juni Vriendschappelijk № «onderlinge duels» 20:00 uur | Honduras                            | 2 – 4 | Israël                                                           | BBVA Compass Stadium, Houston Toeschouwers: 26.170 Scheidsrechter: Kevin Morrison (JAM) |
| 1 juni Vriendschappelijk № «onderlinge duels» 20:00 uur | Roger Espinoza 46' Carlo Costly 82' |       | 34' Eran Zahavi 53' Omer Damari 60' Omer Damari 74' Gil Vermouth | BBVA Compass Stadium, Houston Toeschouwers: 26.170 Scheidsrechter: Kevin Morrison (JAM) |

|                                                         |          |       |          |                                                                                            |
| 7 juni Vriendschappelijk № «onderlinge duels» 20:00 uur | Engeland | 0 – 0 | Honduras | Sun Life Stadium, Miami Gardens Toeschouwers: 18.000 Scheidsrechter: Ricardo Salazar (USA) |
| 7 juni Vriendschappelijk № «onderlinge duels» 20:00 uur |          |       |          | Sun Life Stadium, Miami Gardens Toeschouwers: 18.000 Scheidsrechter: Ricardo Salazar (USA) |

| WK voetbal 2014 |
| --------------- |

|                                                                               |                                                                       |       |          |                                                                                         |
| 15 juni WK-eindronde Groep E № «onderlinge duels» 16:00 (UTC−3) 21:00 (UTC+2) | Frankrijk                                                             | 3 – 0 | Honduras | Estádio Beira-Rio, Porto Alegre Toeschouwers: 43.012 Scheidsrechter: Sandro Ricci (BRA) |
| 15 juni WK-eindronde Groep E № «onderlinge duels» 16:00 (UTC−3) 21:00 (UTC+2) | Karim Benzema 45' (pen.) Noel Valladares 48' (e.d.) Karim Benzema 72' |       |          | Estádio Beira-Rio, Porto Alegre Toeschouwers: 43.012 Scheidsrechter: Sandro Ricci (BRA) |

|                                                                     |                  |       |                                       |                                                                                    |
| 20 juni WK-eindronde Groep E № «onderlinge duels» 19:00 uur (UTC−3) | Honduras         | 1 – 2 | Ecuador                               | Arena da Baixada, Curitiba Toeschouwers: 39.224 Scheidsrechter: Ben Williams (AUS) |
| 20 juni WK-eindronde Groep E № «onderlinge duels» 19:00 uur (UTC−3) | Carlo Costly 31' |       | 34' Enner Valencia 65' Enner Valencia | Arena da Baixada, Curitiba Toeschouwers: 39.224 Scheidsrechter: Ben Williams (AUS) |

|                                                                     |          |                                                            |             |                                                                                    |
| 25 juni WK-eindronde Groep E № «onderlinge duels» 16:00 uur (UTC−4) | Honduras | 0 – 3                                                      | Zwitserland | Arena da Amazônia, Manaus Toeschouwers: 40.322 Scheidsrechter: Néstor Pitana (ARG) |
| 25 juni WK-eindronde Groep E № «onderlinge duels» 16:00 uur (UTC−4) |          | 6' Xherdan Shaqiri 31' Xherdan Shaqiri 71' Xherdan Shaqiri |             | Arena da Amazônia, Manaus Toeschouwers: 40.322 Scheidsrechter: Néstor Pitana (ARG) |

|  |  |  |  |  |  |  |  |  |

|                                                               |                                                |       |        | |
| 3 september Copa Centroamericana Groep A № «onderlinge duels» | Honduras                                       | 2 – 0 | Belize | Robert F. Kennedy Memorial Stadium, Washington D.C. Toeschouwers: 20.516 Scheidsrechter: Sandy Vásquez (DOM) |
| 3 september Copa Centroamericana Groep A № «onderlinge duels» | Jerome James 34' (e.d.) Elroy Smith 37' (e.d.) |       |        | Robert F. Kennedy Memorial Stadium, Washington D.C. Toeschouwers: 20.516 Scheidsrechter: Sandy Vásquez (DOM) |

|                                                               |          |                      |             |                                                                              |
| 7 september Copa Centroamericana Groep A № «onderlinge duels» | Honduras | 0 – 1                | El Salvador | Cotton Bowl, Dallas Toeschouwers: 20.156 Scheidsrechter: Jeffrey Solis (CRC) |
| 7 september Copa Centroamericana Groep A № «onderlinge duels» |          | 67' Richard Menjívar |             | Cotton Bowl, Dallas Toeschouwers: 20.156 Scheidsrechter: Jeffrey Solis (CRC) |

|                                                                |                                 |       |          |                                                                               |
| 10 september Copa Centroamericana Groep A № «onderlinge duels» | Guatemala                       | 2 – 0 | Honduras | Cotton Bowl, Dallas Toeschouwers: 19.287 Scheidsrechter: Roberto García (MEX) |
| 10 september Copa Centroamericana Groep A № «onderlinge duels» | Marco Pappa 37' Marco Pappa 80' |       |          | Cotton Bowl, Dallas Toeschouwers: 19.287 Scheidsrechter: Roberto García (MEX) |

|                                                                                   |                      |       |           | |
| 13 september Copa Centroamericana Wedstrijd om vijfde plaats № «onderlinge duels» | Honduras             | 1 – 0 | Nicaragua | Los Angeles Memorial Coliseum, Los Angeles Toeschouwers: 41.969 Scheidsrechter: Joel Aguilar (SLV) |
| 13 september Copa Centroamericana Wedstrijd om vijfde plaats № «onderlinge duels» | Anthony Lozano 45+1' |       |           | Los Angeles Memorial Coliseum, Los Angeles Toeschouwers: 41.969 Scheidsrechter: Joel Aguilar (SLV) |

|                                                  |                                         |       |          |                                                                                           |
| 9 oktober Vriendschappelijk № «onderlinge duels» | Mexico                                  | 2 – 0 | Honduras | Estadio Tuxtla Gutierrez, Zoque Toeschouwers: 30.000 Scheidsrechter: Walter Quesada (CRC) |
| 9 oktober Vriendschappelijk № «onderlinge duels» | Javier Hernández 22' Oswaldo Alanís 37' |       |          | Estadio Tuxtla Gutierrez, Zoque Toeschouwers: 30.000 Scheidsrechter: Walter Quesada (CRC) |

|                                                   |                   |       |                     |                                                                                   |
| 14 oktober Vriendschappelijk № «onderlinge duels» | Verenigde Staten  | 1 – 1 | Honduras            | FAU Stadium, Boca Raton Toeschouwers: 14.805 Scheidsrechter: Yadel Martínez (CUB) |
| 14 oktober Vriendschappelijk № «onderlinge duels» | Jozy Altidore 10' |       | 86' Maynor Figueroa | FAU Stadium, Boca Raton Toeschouwers: 14.805 Scheidsrechter: Yadel Martínez (CUB) |

|                                                    | |       |          |                                                                                     |
| 14 november Vriendschappelijk № «onderlinge duels» | Japan                                                                                                  | 6 – 0 | Honduras | Toyotastadion, Toyota Toeschouwers: 42.126 Scheidsrechter: Bartosz Frankowski (POL) |
| 14 november Vriendschappelijk № «onderlinge duels» | Maya Yoshida 9' Keisuke Honda 41' Yasuhito Endō 44' Takashi Inui 47' Yōhei Toyoda 69' Takashi Inui 74' |       |          | Toyotastadion, Toyota Toeschouwers: 42.126 Scheidsrechter: Bartosz Frankowski (POL) |

|                                                    |       |       |          |                                                                              |
| 18 november Vriendschappelijk № «onderlinge duels» | China | 0 – 0 | Honduras | Shaanxistadion, Xi'an Toeschouwers: 28.162 Scheidsrechter: Jumpei Iida (JPN) |
| 18 november Vriendschappelijk № «onderlinge duels» |       |       |          | Shaanxistadion, Xi'an Toeschouwers: 28.162 Scheidsrechter: Jumpei Iida (JPN) |

### 2015
|                                                   |                                    |       |                                                            |                                                                                          |
| 4 februari Vriendschappelijk № «onderlinge duels» | Honduras                           | 2 – 3 | Venezuela                                                  | Estadio Olímpico, San Pedro Sula Toeschouwers: 40.000 Scheidsrechter: Joel Aguilar (SLV) |
| 4 februari Vriendschappelijk № «onderlinge duels» | Anthony Lozano 80' Juan Montes 90' |       | 21' Richard Blanco 50' Arquímedes Figuera 76' Edder Farías | Estadio Olímpico, San Pedro Sula Toeschouwers: 40.000 Scheidsrechter: Joel Aguilar (SLV) |

|                                                    |                                      |       |                    |                                                                                    |
| 11 februari Vriendschappelijk № «onderlinge duels» | Venezuela                            | 2 – 1 | Honduras           | Estadio La Carolina, Barinas Toeschouwers: 25.000 Scheidsrechter: Diego Haro (PER) |
| 11 februari Vriendschappelijk № «onderlinge duels» | Franklin Lucena 17' John Murillo 57' |       | 14' Anthony Lozano | Estadio La Carolina, Barinas Toeschouwers: 25.000 Scheidsrechter: Diego Haro (PER) |

|                                                          |                                                     |       |                    |                                                                                            |
| 25 maart Kwalificatie Gold Cup 2015 № «onderlinge duels» | Frans-Guyana                                        | 3 – 1 | Honduras           | Stade Municipal, Macouria Toeschouwers: 3.500 Scheidsrechter: César Ramos Palazuelos (MEX) |
| 25 maart Kwalificatie Gold Cup 2015 № «onderlinge duels» | Marvin Torvic 24' Sloan Privat 27' Sloan Privat 62' |       | 17' Jerry Bengtson | Stade Municipal, Macouria Toeschouwers: 3.500 Scheidsrechter: César Ramos Palazuelos (MEX) |

|                                                          |                                                  |       |              |                                                                                         |
| 29 maart Kwalificatie Gold Cup 2015 № «onderlinge duels» | Honduras                                         | 3 – 0 | Frans-Guyana | Estadio Olimpico, San Pedro Sula Toeschouwers: 30.000 Scheidsrechter: Mark Geiger (USA) |
| 29 maart Kwalificatie Gold Cup 2015 № «onderlinge duels» | Andy Najar 30' Andy Najar 32' Anthony Lozano 45' |       |              | Estadio Olimpico, San Pedro Sula Toeschouwers: 30.000 Scheidsrechter: Mark Geiger (USA) |

|                                               |                                      |       |             | |
| 31 mei Vriendschappelijk № «onderlinge duels» | Honduras                             | 2 – 0 | El Salvador | Robert F. Kennedy Memorial Stadium, Washington D.C. Toeschouwers: 4.500 Scheidsrechter: Chris Penso (USA) |
| 31 mei Vriendschappelijk № «onderlinge duels» | Mario Martínez 7' Anthony Lozano 25' |       |             | Robert F. Kennedy Memorial Stadium, Washington D.C. Toeschouwers: 4.500 Scheidsrechter: Chris Penso (USA) |

|                                               |                                           |       |                                               |                                                                                                 |
| 6 juni Vriendschappelijk № «onderlinge duels» | Paraguay                                  | 2 – 2 | Honduras                                      | Estadio Defensores del Chaco, Asuncion Toeschouwers: 9.500 Scheidsrechter: Fernando Falce (URU) |
| 6 juni Vriendschappelijk № «onderlinge duels» | Roque Santa Cruz 20' Roque Santa Cruz 56' |       | 8' (e.d.) Roque Santa Cruz 23' Román Castillo | Estadio Defensores del Chaco, Asuncion Toeschouwers: 9.500 Scheidsrechter: Fernando Falce (URU) |

|                                                |                     |       |          |                                                                    |
| 10 juni Vriendschappelijk № «onderlinge duels» | Brazilië            | 1 – 0 | Honduras | Estádio Beira-Rio, Porto Alegre Scheidsrechter: Guery Vargas (BOL) |
| 10 juni Vriendschappelijk № «onderlinge duels» | Roberto Firmino 33' |       |          | Estádio Beira-Rio, Porto Alegre Scheidsrechter: Guery Vargas (BOL) |

|                                                          |        |       |          |                                                                                        |
| 30 juni Vriendschappelijk № «onderlinge duels» 20:30 uur | Mexico | 0 – 0 | Honduras | Reliant Stadium, Houston Toeschouwers: 70.128 Scheidsrechter: Armando Villarreal (USA) |
| 30 juni Vriendschappelijk № «onderlinge duels» 20:30 uur |        |       |          | Reliant Stadium, Houston Toeschouwers: 70.128 Scheidsrechter: Armando Villarreal (USA) |

| CONCACAF Gold Cup 2015 |
| ---------------------- |

|                                                                 |                                     |       |                   |                                                                                          |
| 7 juli CONCACAF Gold Cup Groep A № «onderlinge duels» 20:30 uur | Verenigde Staten                    | 2 – 1 | Honduras          | Toyota Stadium, Frisco Toeschouwers: 22.357 Scheidsrechter: César Ramos Palazuelos (MEX) |
| 7 juli CONCACAF Gold Cup Groep A № «onderlinge duels» 20:30 uur | Clint Dempsey 25' Clint Dempsey 64' |       | 68' Carlos Discua | Toyota Stadium, Frisco Toeschouwers: 22.357 Scheidsrechter: César Ramos Palazuelos (MEX) |

|                                                                  |                |       |                 |                                                                                      |
| 10 juli CONCACAF Gold Cup Groep A № «onderlinge duels» 18:00 uur | Honduras       | 1 – 1 | Panama          | Gillette Stadium, Foxborough Toeschouwers: 46.720 Scheidsrechter: Marlon Mejia (SLV) |
| 10 juli CONCACAF Gold Cup Groep A № «onderlinge duels» 18:00 uur | Andy Najar 81' |       | 21' Luis Tejada | Gillette Stadium, Foxborough Toeschouwers: 46.720 Scheidsrechter: Marlon Mejia (SLV) |

|                                                                  |                   |       |          |                                                                                    |
| 13 juli CONCACAF Gold Cup Groep A № «onderlinge duels» 19:00 uur | Haïti             | 1 – 0 | Honduras | Sporting Park, Kansas City Toeschouwers: 18.467 Scheidsrechter: Joel Aguilar (SLV) |
| 13 juli CONCACAF Gold Cup Groep A № «onderlinge duels» 19:00 uur | Duckens Nazon 13' |       |          | Sporting Park, Kansas City Toeschouwers: 18.467 Scheidsrechter: Joel Aguilar (SLV) |

|  |  |  |  |  |  |  |  |  |

|                                                    |           |                                                               |          |                                                                                          |
| 4 september Vriendschappelijk № «onderlinge duels» | Venezuela | 0 – 3                                                         | Honduras | Estadio Cachamay, Ciudad Guayana Toeschouwers: 2.000 Scheidsrechter: José Buitrago (COL) |
| 4 september Vriendschappelijk № «onderlinge duels» |           | 55' Erick Andino 73' Román Castillo 85' (pen.) Román Castillo |          | Estadio Cachamay, Ciudad Guayana Toeschouwers: 2.000 Scheidsrechter: José Buitrago (COL) |

|                                                    |                                              |       |          |                                                                                           |
| 8 september Vriendschappelijk № «onderlinge duels» | Ecuador                                      | 2 – 0 | Honduras | Estadio Olimpico Atahualpa, Quito Toeschouwers: 10.000 Scheidsrechter: Ímer Machado (COL) |
| 8 september Vriendschappelijk № «onderlinge duels» | David Velásquez 12' (e.d.) Miler Bolaños 34' |       |          | Estadio Olimpico Atahualpa, Quito Toeschouwers: 10.000 Scheidsrechter: Ímer Machado (COL) |

|                                                  |                   |       |                   |                                                                                    |
| 8 oktober Vriendschappelijk № «onderlinge duels» | Honduras          | 1 – 1 | Guatemala         | Estadio Tiburcio Carías Andino, Tegucigalpa Scheidsrechter: Héctor Rodríguez (HON) |
| 8 oktober Vriendschappelijk № «onderlinge duels» | Jerry Bengtson 3' |       | 49' Gerson Tinoco | Estadio Tiburcio Carías Andino, Tegucigalpa Scheidsrechter: Héctor Rodríguez (HON) |

|                                                             |                  |       |                 | |
| 13 oktober Vriendschappelijk № «onderlinge duels» 18:00 uur | Honduras         | 1 – 1 | Zuid-Afrika     | Estadio Olímpico Metropolitano, San Pedro Sula Toeschouwers: 7.000 Scheidsrechter: John Pitti (PAN) |
| 13 oktober Vriendschappelijk № «onderlinge duels» 18:00 uur | Erick Andino 13' |       | 8' Eric Mathoho | Estadio Olímpico Metropolitano, San Pedro Sula Toeschouwers: 7.000 Scheidsrechter: John Pitti (PAN) |

|                                                                              |                |       |          |                                                                  |
| 13 november Kwalificatie WK 2018 Vierde ronde № «onderlinge duels» 19:00 uur | Canada         | 1 – 0 | Honduras | BC Place Stadium, Vancouver Scheidsrechter: Kevin Morrison (JAM) |
| 13 november Kwalificatie WK 2018 Vierde ronde № «onderlinge duels» 19:00 uur | Cyle Larin 38' |       |          | BC Place Stadium, Vancouver Scheidsrechter: Kevin Morrison (JAM) |

|                                                                              |          |                                         |        |                                                                                 |
| 17 november Kwalificatie WK 2018 Vierde ronde № «onderlinge duels» 15:00 uur | Honduras | 0 – 2                                   | Mexico | Estadio Olímpico Metropolitano, San Pedro Sula Scheidsrechter: John Pitti (PAN) |
| 17 november Kwalificatie WK 2018 Vierde ronde № «onderlinge duels» 15:00 uur |          | 67' Jesús Manuel Corona 72' Jürgen Damm |        | Estadio Olímpico Metropolitano, San Pedro Sula Scheidsrechter: John Pitti (PAN) |

### 2016
|                                                             |                  |       |                                                                      |                                                                                  |
| 27 januari Vriendschappelijk № «onderlinge duels» 18:00 uur | Nicaragua        | 1 – 3 | Honduras                                                             | Estadio Nacional, Managua Toeschouwers: 5.000 Scheidsrechter: Óscar Davila (NIC) |
| 27 januari Vriendschappelijk № «onderlinge duels» 18:00 uur | Raúl Leguías 13' |       | 57' Bayron Méndez 83' (pen.) Ever Alvaradoano 88' (e.d.) Jason Casco | Estadio Nacional, Managua Toeschouwers: 5.000 Scheidsrechter: Óscar Davila (NIC) |

|                                                              |                                                          |       |                  |                                                                                               |
| 10 februari Vriendschappelijk № «onderlinge duels» 18:00 uur | Guatemala                                                | 3 – 1 | Honduras         | Mateo Floresstadion, Guatemala-Stad Toeschouwers: 8.000 Scheidsrechter: Ismael Melendez (SLV) |
| 10 februari Vriendschappelijk № «onderlinge duels» 18:00 uur | Gerson Tinoco 20' Jonathan Marquez 43' Luis Martínez 57' |       | 4' Romell Quioto | Mateo Floresstadion, Guatemala-Stad Toeschouwers: 8.000 Scheidsrechter: Ismael Melendez (SLV) |

|                                                                           |                                       |       |                                    |                                                                                          |
| 25 maart Kwalificatie WK 2018 Vierde ronde № «onderlinge duels» 19:00 uur | El Salvador                           | 2 – 2 | Honduras                           | Estadio Cuscatlán, San Salvador Toeschouwers: 15.236 Scheidsrechter: Javier Santos (PUR) |
| 25 maart Kwalificatie WK 2018 Vierde ronde № «onderlinge duels» 19:00 uur | Pablo Punyed 45+2' Nelson Bonilla 89' |       | 19' Alberto Elis 59' Antony Lozano | Estadio Cuscatlán, San Salvador Toeschouwers: 15.236 Scheidsrechter: Javier Santos (PUR) |

|                                                                           |                                             |       |             | |
| 29 maart Kwalificatie WK 2018 Vierde ronde № «onderlinge duels» 19:00 uur | Honduras                                    | 2 – 0 | El Salvador | Estadio Olímpico Metropolitano, San Pedro Sula Toeschouwers: 38.070 Scheidsrechter: Ricardo Montero (CRC) |
| 29 maart Kwalificatie WK 2018 Vierde ronde № «onderlinge duels» 19:00 uur | Óscar Boniek García 52' Romell Quioto 90+4' |       |             | Estadio Olímpico Metropolitano, San Pedro Sula Toeschouwers: 38.070 Scheidsrechter: Ricardo Montero (CRC) |

|                                                         |                     |       |          | |
| 27 mei Vriendschappelijk № «onderlinge duels» 20:00 uur | Argentinië          | 1 – 0 | Honduras | Estadio San Juan del Bicentenario, San Juan Toeschouwers: 18.000 Scheidsrechter: Jorge Osorio (CHI) |
| 27 mei Vriendschappelijk № «onderlinge duels» 20:00 uur | Gonzalo Higuaín 31' |       |          | Estadio San Juan del Bicentenario, San Juan Toeschouwers: 18.000 Scheidsrechter: Jorge Osorio (CHI) |

|                                                              |              |       |           |                                                             |
| 24 augustus Vriendschappelijk № «onderlinge duels» 15:30 uur | Honduras     | 1 – 0 | Nicaragua | Estadio Tiburcio Carías Andino, Tegucigalpa Toeschouwers: 0 |
| 24 augustus Vriendschappelijk № «onderlinge duels» 15:30 uur | Alberth Elis |       |           | Estadio Tiburcio Carías Andino, Tegucigalpa Toeschouwers: 0 |

|                                                            |                  |       |                                         |                                                                               |
| 7 oktober Vriendschappelijk № «onderlinge duels» 16:00 uur | Belize           | 1 – 2 | Honduras                                | FFB Field, Belmopan Toeschouwers: 3.600 Scheidsrechter: Ismael Melendez (SLV) |
| 7 oktober Vriendschappelijk № «onderlinge duels» 16:00 uur | Elroy Kuylen 32' |       | 29' Bryan Acosta 89' (pen.) Oscar Salas | FFB Field, Belmopan Toeschouwers: 3.600 Scheidsrechter: Ismael Melendez (SLV) |

|                                                             |                                                                                              |       |        |                                                                       |
| 2 november Vriendschappelijk № «onderlinge duels» 18:00 uur | Honduras                                                                                     | 5 – 0 | Belize | Estadio Olimpico, San Pedro Sula Scheidsrechter: Armando Castro (HON) |
| 2 november Vriendschappelijk № «onderlinge duels» 18:00 uur | Diego Reyes 5' Gabriel Hernández 37' Gabriel Hernández 47' Diego Reyes 83' Jesús Canales 88' |       |        | Estadio Olimpico, San Pedro Sula Scheidsrechter: Armando Castro (HON) |

|                                                                         |          |                   |        | |
| 11 november Kwalificatie WK 2018 Groep A № «onderlinge duels» 14:30 uur | Honduras | 0 – 1             | Panama | Estadio Olímpico Metropolitano, San Pedro Sula Toeschouwers: 37.253 Scheidsrechter: Yadel Martínez (CUB) |
| 11 november Kwalificatie WK 2018 Groep A № «onderlinge duels» 14:30 uur |          | 22' Fidel Escobar |        | Estadio Olímpico Metropolitano, San Pedro Sula Toeschouwers: 37.253 Scheidsrechter: Yadel Martínez (CUB) |

|                                                                         |                                                              |       |                      | |
| 15 november Kwalificatie WK 2018 Groep A № «onderlinge duels» 15:00 uur | Honduras                                                     | 3 – 1 | Trinidad en Tobago   | Estadio Olímpico Metropolitano, San Pedro Sula Toeschouwers: 34.576 Scheidsrechter: Jair Marrufo (USA) |
| 15 november Kwalificatie WK 2018 Groep A № «onderlinge duels» 15:00 uur | Romell Quioto 16' Emilio Izaguirre 19' Gabriel Hernández 80' |       | 51' Carlyle Mitchell | Estadio Olímpico Metropolitano, San Pedro Sula Toeschouwers: 34.576 Scheidsrechter: Jair Marrufo (USA) |

### 2017
| Copa Centroamericana 2017 |
| ------------------------- |

|                                                                |                                      |       |                           |                                                                             |
| 13 januari Copa Centroamericana № «onderlinge duels» 16:00 uur | Honduras                             | 2 – 1 | Nicaragua                 | Estadio Rommel Fernández, Panama-Stad Scheidsrechter: Ricardo Montero (CRC) |
| 13 januari Copa Centroamericana № «onderlinge duels» 16:00 uur | Eddie Hernández 23' Erick Andino 69' |       | 20' (e.d.) Henry Figueroa | Estadio Rommel Fernández, Panama-Stad Scheidsrechter: Ricardo Montero (CRC) |

|                                                                |                    |       |                                       |                                                                               |
| 15 januari Copa Centroamericana № «onderlinge duels» 15:30 uur | El Salvador        | 1 – 2 | Honduras                              | Estadio Rommel Fernández, Panama-Stad Scheidsrechter: Fernando Guerrero (MEX) |
| 15 januari Copa Centroamericana № «onderlinge duels» 15:30 uur | Rodolfo Zelaya 10' |       | 62' Román Castillo 90' Román Castillo | Estadio Rommel Fernández, Panama-Stad Scheidsrechter: Fernando Guerrero (MEX) |

|                                                                |        |                            |          |                                                                          |
| 17 januari Copa Centroamericana № «onderlinge duels» 21:00 uur | Panama | 0 – 1                      | Honduras | Estadio Rommel Fernández, Panama-Stad Scheidsrechter: Jair Marrufo (USA) |
| 17 januari Copa Centroamericana № «onderlinge duels» 21:00 uur |        | 36' (pen.) Eddie Hernández |          | Estadio Rommel Fernández, Panama-Stad Scheidsrechter: Jair Marrufo (USA) |

|                                                                |                  |       |                     |                                                                               |
| 20 januari Copa Centroamericana № «onderlinge duels» 18:30 uur | Honduras         | 1 – 1 | Costa Rica          | Estadio Rommel Fernández, Panama-Stad Scheidsrechter: Fernando Guerrero (MEX) |
| 20 januari Copa Centroamericana № «onderlinge duels» 18:30 uur | Erick Andino 17' |       | 59' Francisco Calvo | Estadio Rommel Fernández, Panama-Stad Scheidsrechter: Fernando Guerrero (MEX) |

|                                                                |        |                     |          |                                                                          |
| 22 januari Copa Centroamericana № «onderlinge duels» 11:00 uur | Belize | 0 – 1               | Honduras | Estadio Rommel Fernández, Panama-Stad Scheidsrechter: Kimbell Ward (VIN) |
| 22 januari Copa Centroamericana № «onderlinge duels» 11:00 uur |        | 56' Eddie Hernández |          | Estadio Rommel Fernández, Panama-Stad Scheidsrechter: Kimbell Ward (VIN) |

|  |  |  |  |  |  |  |  |  |

|                                                    |          |                 |         |                                                                                      |
| 16 februari Vriendschappelijk № «onderlinge duels» | Honduras | 0 – 1           | Jamaica | BBVA Compass Stadium, Houston Toeschouwers: 5.000 Scheidsrechter: Jair Marrufo (USA) |
| 16 februari Vriendschappelijk № «onderlinge duels» |          | 72' Damion Lowe |         | BBVA Compass Stadium, Houston Toeschouwers: 5.000 Scheidsrechter: Jair Marrufo (USA) |

|                                                    |                                                          |       |                  |                                                                    |
| 22 februari Vriendschappelijk № «onderlinge duels» | Ecuador                                                  | 3 – 1 | Honduras         | Estadio George Capwell, Guayaquil Scheidsrechter: Diego Haro (PER) |
| 22 februari Vriendschappelijk № «onderlinge duels» | Marcos Caicedo 54' Robert Arboleda 61' José Cevallos 82' |       | 25' Erick Andino | Estadio George Capwell, Guayaquil Scheidsrechter: Diego Haro (PER) |

|                                                 |                                    |       |           |                                  |
| 16 maart Vriendschappelijk № «onderlinge duels» | Honduras                           | 2 – 0 | Nicaragua | Estadio Olimpico, San Pedro Sula |
| 16 maart Vriendschappelijk № «onderlinge duels» | Carlos Discua 11' Erick Andino 71' |       |           | Estadio Olimpico, San Pedro Sula |

|                                                                           | |       |          |                                                                                 |
| 24 maart Kwalificatie WK 2018 Vijfde ronde № «onderlinge duels» 19:50 uur | Verenigde Staten | 6 – 0 | Honduras | Avaya Stadium, San Jose Toeschouwers: 17.729 Scheidsrechter: Walter López (GUA) |
| 24 maart Kwalificatie WK 2018 Vijfde ronde № «onderlinge duels» 19:50 uur | Sebastian Lletget 5' Michael Bradley 27' Clint Dempsey 32' Christian Pulisic 46' Clint Dempsey 49' Clint Dempsey 54' |       |          | Avaya Stadium, San Jose Toeschouwers: 17.729 Scheidsrechter: Walter López (GUA) |

|                                                                           |                    |       |                    |                                                                                                   |
| 28 maart Kwalificatie WK 2018 Vijfde ronde № «onderlinge duels» 15:00 uur | Honduras           | 1 – 1 | Costa Rica         | Estadio Francisco Morazán, San Pedro Sula Toeschouwers: 15.800 Scheidsrechter: Joel Aguilar (SLV) |
| 28 maart Kwalificatie WK 2018 Vijfde ronde № «onderlinge duels» 15:00 uur | Anthony Lozano 34' |       | 68' Kendall Waston | Estadio Francisco Morazán, San Pedro Sula Toeschouwers: 15.800 Scheidsrechter: Joel Aguilar (SLV) |

|                                                         |                                   |       |                                     |                                                                                       |
| 28 mei Vriendschappelijk № «onderlinge duels» 18:00 uur | Honduras                          | 2 – 2 | El Salvador                         | RFK Stadium, Washington D.C. Toeschouwers: 20.000 Scheidsrechter: Mario Escobar (GUA) |
| 28 mei Vriendschappelijk № «onderlinge duels» 18:00 uur | Jairo Puerto 4' Rony Martínez 45' |       | 63' Denis Pineda 70' Rodolfo Zelaya | RFK Stadium, Washington D.C. Toeschouwers: 20.000 Scheidsrechter: Mario Escobar (GUA) |

|                                                                         |                                                        |       |          |                                                                                     |
| 8 juni Kwalificatie WK 2018 Vijfde ronde № «onderlinge duels» 20:00 uur | Mexico                                                 | 3 – 0 | Honduras | Aztekenstadion, Mexico-Stad Toeschouwers: 38.565 Scheidsrechter: Drew Fischer (CAN) |
| 8 juni Kwalificatie WK 2018 Vijfde ronde № «onderlinge duels» 20:00 uur | Oswaldo Alanís 34' Hirving Lozano 63' Raúl Jiménez 66' |       |          | Aztekenstadion, Mexico-Stad Toeschouwers: 38.565 Scheidsrechter: Drew Fischer (CAN) |

|                                                                          |                                 |       |                                   |                                                                                   |
| 13 juni Kwalificatie WK 2018 Vijfde ronde № «onderlinge duels» 20:30 uur | Panama                          | 2 – 2 | Honduras                          | Estadio Rommel Fernández, Panama-Stad Scheidsrechter: Roberto García Orozco (MEX) |
| 13 juni Kwalificatie WK 2018 Vijfde ronde № «onderlinge duels» 20:30 uur | Blas Pérez 41' Román Torres 90' |       | 6' Romell Quioto 65' Alberth Elis | Estadio Rommel Fernández, Panama-Stad Scheidsrechter: Roberto García Orozco (MEX) |

| CONCACAF Gold Cup 2017 |
| ---------------------- |

|                                                                 |          |                 |            |                                                                                              |
| 7 juli CONCACAF Gold Cup Groep A № «onderlinge duels» 21:00 uur | Honduras | 0 – 1           | Costa Rica | Red Bull Arena, Harrison Toeschouwers: 25.817 Scheidsrechter: Walter López Castellanos (GUA) |
| 7 juli CONCACAF Gold Cup Groep A № «onderlinge duels» 21:00 uur |          | 39' Marco Ureña |            | Red Bull Arena, Harrison Toeschouwers: 25.817 Scheidsrechter: Walter López Castellanos (GUA) |

|                                               |          |       |              |                                                                    |
| 11 juli CONCACAF Gold Cup Groep A № 22:00 uur | Honduras | 0 – 0 | Frans-Guyana | BBVA Compass Stadium, Houston Scheidsrechter: Yadel Martínez (CUB) |
| 11 juli CONCACAF Gold Cup Groep A № 22:00 uur |          |       |              | BBVA Compass Stadium, Houston Scheidsrechter: Yadel Martínez (CUB) |

|                                                                  |        |       |          |                                                                                |
| 14 juli CONCACAF Gold Cup Groep A № «onderlinge duels» 21:00 uur | Canada | 0 – 0 | Honduras | Toyota Stadium, Frisco Toeschouwers: 10.048 Scheidsrechter: Joel Aguilar (SLV) |
| 14 juli CONCACAF Gold Cup Groep A № «onderlinge duels» 21:00 uur |        |       |          | Toyota Stadium, Frisco Toeschouwers: 10.048 Scheidsrechter: Joel Aguilar (SLV) |

|                                                                      |                    |       |          |                                                                               |
| 20 juli CONCACAF Gold Cup Kwartfinale № «onderlinge duels» 22:30 uur | Mexico             | 1 – 0 | Honduras | University of Phoenix Stadium, Glendale Scheidsrechter: Ricardo Montero (CRC) |
| 20 juli CONCACAF Gold Cup Kwartfinale № «onderlinge duels» 22:30 uur | Rodolfo Pizarro 4' |       |          | University of Phoenix Stadium, Glendale Scheidsrechter: Ricardo Montero (CRC) |

|  |  |  |  |  |  |  |  |  |

|                                                                              |                         |       |                                     |                                                                   |
| 1 september Kwalificatie WK 2018 Vijfde ronde № «onderlinge duels» 20:00 uur | Trinidad en Tobago      | 1 – 2 | Honduras                            | Ato Boldon Stadium, Couva Scheidsrechter: Fernando Guerrero (MEX) |
| 1 september Kwalificatie WK 2018 Vijfde ronde № «onderlinge duels» 20:00 uur | Joevin Jones 67' (pen.) |       | 7' Alexander López 16' Alberth Elis | Ato Boldon Stadium, Couva Scheidsrechter: Fernando Guerrero (MEX) |

|                                                                              |                   |       |                  |                                                                                          |
| 5 september Kwalificatie WK 2018 Vijfde ronde № «onderlinge duels» 15:30 uur | Honduras          | 1 – 1 | Verenigde Staten | Estadio Olímpico, San Pedro Sula Toeschouwers: 37.325 Scheidsrechter: Joel Aguilar (SLV) |
| 5 september Kwalificatie WK 2018 Vijfde ronde № «onderlinge duels» 15:30 uur | Romell Quioto 27' |       | 85' Bobby Wood   | Estadio Olímpico, San Pedro Sula Toeschouwers: 37.325 Scheidsrechter: Joel Aguilar (SLV) |

|                                                                            |                      |       |                     |                                                                                   |
| 7 oktober Kwalificatie WK 2018 Vijfde ronde № «onderlinge duels» 16:00 uur | Costa Rica           | 1 – 1 | Honduras            | Estadio Nacional, San José Toeschouwers: 30.000 Scheidsrechter: César Ramos (MEX) |
| 7 oktober Kwalificatie WK 2018 Vijfde ronde № «onderlinge duels» 16:00 uur | Kendall Waston 90+5' |       | 66' Eddie Hernández | Estadio Nacional, San José Toeschouwers: 30.000 Scheidsrechter: César Ramos (MEX) |

|                                                                             |                                                               |       |                                   |                                                                                          |
| 10 oktober Kwalificatie WK 2018 Vijfde ronde № «onderlinge duels» 20:00 uur | Honduras                                                      | 3 – 2 | Mexico                            | Estadio Olímpico, San Pedro Sula Toeschouwers: 37.134 Scheidsrechter: Joel Aguilar (ESA) |
| 10 oktober Kwalificatie WK 2018 Vijfde ronde № «onderlinge duels» 20:00 uur | Alberth Elis 34' Guillermo Ochoa 54' (e.d.) Romell Quioto 60' |       | 17' Oribe Peralta 39' Carlos Vela | Estadio Olímpico, San Pedro Sula Toeschouwers: 37.134 Scheidsrechter: Joel Aguilar (ESA) |

|                                                                           |          |       |           |                                                                                            |
| 10 november Kwalificatie WK 2018 Play-offs № «onderlinge duels» 20:00 uur | Honduras | 0 – 0 | Australië | Estadio Olímpico, San Pedro Sula Toeschouwers: 38.000 Scheidsrechter: Daniele Orsato (ITA) |
| 10 november Kwalificatie WK 2018 Play-offs № «onderlinge duels» 20:00 uur |          |       |           | Estadio Olímpico, San Pedro Sula Toeschouwers: 38.000 Scheidsrechter: Daniele Orsato (ITA) |

|                                                                           |                                                                           |       |                  |                                                                              |
| 15 november Kwalificatie WK 2018 Play-offs № «onderlinge duels» 18:00 uur | Australië                                                                 | 3 – 1 | Honduras         | ANZ Stadium, Sydney Toeschouwers: 77.060 Scheidsrechter: Néstor Pitana (ARG) |
| 15 november Kwalificatie WK 2018 Play-offs № «onderlinge duels» 18:00 uur | Henry Figueroa 54' (e.d.) Mile Jedinak 72' (pen.) Mile Jedinak 85' (pen.) |       | 90' Alberth Elis | ANZ Stadium, Sydney Toeschouwers: 77.060 Scheidsrechter: Néstor Pitana (ARG) |

### 2018
|                                                         |                                     |       |          |                                                                                |
| 28 mei Vriendschappelijk № «onderlinge duels» 20:00 uur | Zuid-Korea                          | 2 – 0 | Honduras | Daegustadion, Daegu Toeschouwers: 33.252 Scheidsrechter: Hiroyuki Kimura (JPN) |
| 28 mei Vriendschappelijk № «onderlinge duels» 20:00 uur | Son Heung-min 60' Moon Seon-min 72' |       |          | Daegustadion, Daegu Toeschouwers: 33.252 Scheidsrechter: Hiroyuki Kimura (JPN) |

|                                                         |                  |       |             |                                                                                    |
| 3 juni Vriendschappelijk № «onderlinge duels» 18:30 uur | Honduras         | 1 – 0 | El Salvador | BBVA Compass Stadium, Houston Toeschouwers: 17.747 Scheidsrechter: Ted Unkel (USA) |
| 3 juni Vriendschappelijk № «onderlinge duels» 18:30 uur | Denis Pineda 19' |       |             | BBVA Compass Stadium, Houston Toeschouwers: 17.747 Scheidsrechter: Ted Unkel (USA) |

|                                                             |                    |       |        |                                                                                                  |
| 11 oktober Vriendschappelijk № «onderlinge duels» 20:00 uur | Honduras           | 1 – 0 | Panama | Estadio Tiburcio Carías Andino, Tegucigalpa Toeschouwers: 12.039 Scheidsrechter: Hugo Cruz (CRC) |
| 11 oktober Vriendschappelijk № «onderlinge duels» 20:00 uur | Anthony Lozano 75' |       |        | Estadio Tiburcio Carías Andino, Tegucigalpa Toeschouwers: 12.039 Scheidsrechter: Hugo Cruz (CRC) |

|                                                          |                                                                |       |                     | |
| 20 november Vriendschappelijk № «onderlinge duels» 21:15 | Chili                                                          | 4 – 1 | Honduras            | Estadio Municipal Germán Becker, Temuco Toeschouwers: 17,000 Scheidsrechter: Michael Espinoza (PER) |
| 20 november Vriendschappelijk № «onderlinge duels» 21:15 | Arturo Vidal 8', 35', Alexis Sánchez 61', Nicolás Castillo 84' |       | Alexander López 40' | Estadio Municipal Germán Becker, Temuco Toeschouwers: 17,000 Scheidsrechter: Michael Espinoza (PER) |

### 2019
|                                                           |          |       |         |                                                                |
| 26 maart Vriendschappelijk № «onderlinge duels» 20:00 uur | Honduras | 0 – 0 | Ecuador | Red Bull Arena, Harrison Scheidsrechter: Jaime Fernández (MEX) |
| 26 maart Vriendschappelijk № «onderlinge duels» 20:00 uur |          |       |         | Red Bull Arena, Harrison Scheidsrechter: Jaime Fernández (MEX) |

|                                                         |                   |       |                     | |
| 5 juni Vriendschappelijk № «onderlinge duels» 20:00 uur | Paraguay          | 1 – 1 | Honduras            | Estadio Antonio Oddone Sarubbi, Ciudad del Este Toeschouwers: 20.000 Scheidsrechter: Eduardo Gamboa (CHI) |
| 5 juni Vriendschappelijk № «onderlinge duels» 20:00 uur | Óscar Cardozo 15' |       | Maynor Figueroa 75' | Estadio Antonio Oddone Sarubbi, Ciudad del Este Toeschouwers: 20.000 Scheidsrechter: Eduardo Gamboa (CHI) |

| CONCACAF Gold Cup 2019 |
| ---------------------- |

|                                                               |                                       |       |                                           |                                                                                     |
| 17 juni CONCACAF Gold Cup 2019 № «onderlinge duels» 20:30 uur | Jamaica                               | 3 – 2 | Honduras                                  | Independence Park, Kingston Toeschouwers: 17.874 Scheidsrechter: Jair Marrufo (USA) |
| 17 juni CONCACAF Gold Cup 2019 № «onderlinge duels» 20:30 uur | Dever Orgill 15', 41' Damion Lowe 56' |       | Anthony Lozano 54' Rubilio Castillo 90+2' | Independence Park, Kingston Toeschouwers: 17.874 Scheidsrechter: Jair Marrufo (USA) |

|                                                               |          |                    |         |                                                                                                |
| 21 juni CONCACAF Gold Cup 2019 № «onderlinge duels» 20:30 uur | Honduras | 0 – 1              | Curaçao | BBVA Compass Stadium, Houston Toeschouwers: 22.935 Scheidsrechter: Juan Gabriel Calderón (CRC) |
| 21 juni CONCACAF Gold Cup 2019 № «onderlinge duels» 20:30 uur |          | Juninho Bacuna 40' |         | BBVA Compass Stadium, Houston Toeschouwers: 22.935 Scheidsrechter: Juan Gabriel Calderón (CRC) |

|                                                               |                                                                              |       |             | |
| 25 juni CONCACAF Gold Cup 2019 № «onderlinge duels» 19:25 uur | Honduras                                                                     | 4 – 0 | El Salvador | Banc of California Stadium, Los Angeles Toeschouwers: 22.053 Scheidsrechter: Fernando Guerrero (MEX) |
| 25 juni CONCACAF Gold Cup 2019 № «onderlinge duels» 19:25 uur | Jorge Álvarez 59' Rubilio Castillo 65' Bryan Acosta 75' Emilio Izaguirre 90' |       |             | Banc of California Stadium, Los Angeles Toeschouwers: 22.053 Scheidsrechter: Fernando Guerrero (MEX) |

|                                                              |                                                               |       |             | |
| 5 september Vriendschappelijk № «onderlinge duels» 19:00 uur | Honduras                                                      | 4 – 0 | Puerto Rico | Estadio Tiburcio Carías Andino, Tegucigalpa Toeschouwers: 10.539 Scheidsrechter: Mario Escobar Toca (GUA) |
| 5 september Vriendschappelijk № «onderlinge duels» 19:00 uur | Emilio Izaguirre 5' Jorge Benguché 40', 62' Jonathan Toro 59' |       |             | Estadio Tiburcio Carías Andino, Tegucigalpa Toeschouwers: 10.539 Scheidsrechter: Mario Escobar Toca (GUA) |

|                                                       |                    |                                      |          |                                                                           |
| 10 oktober CNL 2019/20 № «onderligne duels» 21:00 uur | Trinidad en Tobago | 0 – 2                                | Honduras | Hasely Crawfordstadion, Port of Spain Scheidsrechter: Mario Escobar (GUA) |
| 10 oktober CNL 2019/20 № «onderligne duels» 21:00 uur |                    | Brayan Moya 52' Douglas Martínez 90' |          | Hasely Crawfordstadion, Port of Spain Scheidsrechter: Mario Escobar (GUA) |

|                                                       |                       |       |            |                                                                                      |
| 13 oktober CNL 2019/20 № «onderlinge duels» 22:00 uur | Honduras              | 1 – 0 | Martinique | Estadio Olímpico Metropolitano, San Pedro Sula Scheidsrechter: Adonai Escobedo (MEX) |
| 13 oktober CNL 2019/20 № «onderlinge duels» 22:00 uur | Romario Barthéléry 4' |       |            | Estadio Olímpico Metropolitano, San Pedro Sula Scheidsrechter: Adonai Escobedo (MEX) |

|                                                        |                     |       |                      |                                                                     |
| 14 november CNL 2019/20 № «onderlinge duels» 20:00 uur | Martinique          | 1 – 1 | Honduras             | Stade Pierre-Aliker, Fort-de-France Scheidsrechter: Ted Unkel (USA) |
| 14 november CNL 2019/20 № «onderlinge duels» 20:00 uur | Emmanuel Rivière 4' |       | Juan Ramón Mejía 65' | Stade Pierre-Aliker, Fort-de-France Scheidsrechter: Ted Unkel (USA) |

Hondurese voetbalbond · A-internationals · Selecties · Bondscoaches · Hondurees vrouwenelftal · Olympisch elftal · Honduras U21 · Honduras U19 · Honduras U17
1920 – 1959 ·
1960 – 1969 ·
1970 – 1979 ·
1980 – 1989 ·
1990 – 1999 ·
2000 – 2009 ·
2010 – 2019 ·
2020 − 2029
CGC 2021
CA 2001
WK 1982 · 
WK 2010 · 
WK 2014
OS 2000 · 
OS 2008 · 
OS 2012 ·
OS 2016 ·
OS 2020
1921 · 
1922–1929 · 
1930 · 
1931–1934 · 
1935 · 
1936–1945 · 
1946 · 
1947–1949 · 
1950 · 
1951–1952 · 
1953 · 
1954 · 
1955 · 
1956 · 
1957 · 
1958–1959 · 
1960 · 
1961 · 
1962 · 
1963 · 
1964 · 
1965 · 
1966 · 
1967 · 
1968 · 
1969 · 
1970 · 
1971 · 
1972 · 
1973 · 
1974 · 
1975 · 
1976 · 
1977 · 
1978 · 
1979 · 
1980 · 
1981 · 
1982 · 
1983 · 
1984 · 
1985 · 
1986 · 
1987 · 
1988 · 
1989–1990 · 
1991 · 
1992 · 
1993 · 
1994 · 
1995 · 
1996 · 
1997 · 
1998 · 
1999 · 
2000 · 
2001 · 
2002 · 
2003 · 
2004 · 
2005 · 
2006 · 
2007 · 
2008 · 
2009 · 
2010 · 
2011 · 
2012 · 
2013 · 
2014 · 
2015 · 
2016 ·
2017 ·
2018 ·
2019 ·
2020 ·
2021 ·
2022 ·
2023 ·
2024
Argentinië ·
Australië ·
Azerbeidzjan ·
Belize ·
Bermuda ·
Bolivia ·
Brazilië ·
Canada ·
Chili ·
China ·
Colombia ·
Costa Rica ·
Cuba ·
Curaçao ·
Denemarken ·
Ecuador ·
El Salvador ·
Engeland ·
Finland ·
Frankrijk ·
Grenada ·
Griekenland ·
Guatemala ·
Haïti ·
IJsland ·
Israël ·
Jamaica ·
Japan ·
Joegoslavië ·
Letland · 
Mexico ·
Nederlandse Antillen ·
Nicaragua ·
Nieuw-Zeeland ·
Noord-Ierland · 
Noorwegen ·
Panama ·
Paraguay ·
Peru ·
Puerto Rico ·
Qatar ·
Roemenië ·
Saint Vincent en de Grenadines ·
Saoedi-Arabië ·
Servië ·
Slovenië ·
Spanje ·
Suriname ·
Trinidad en Tobago ·
Turkije ·
Uruguay ·
Venezuela ·
Verenigde Arabische Emiraten ·
Verenigde Staten ·
Wit-Rusland ·
Zambia ·
Zuid-Afrika ·
Zuid-Korea ·
Zwitserland
Chili (2010) ·
Ecuador (2014) ·
Frankrijk (2014) ·
Spanje (2010) ·
Zwitserland (2010) · 
Zwitserland (2014)
AFC-zone: Afghanistan · Australië · Bahrein · Bangladesh · Bhutan · Brunei · Cambodja · China · Chinees Taipei · Filipijnen · Guam · Hongkong · India · Indonesië · Iran · Irak · Japan · Jemen · Jordanië · Koeweit · Kirgizië · Laos · Libanon · Macau · Maleisië · Maldiven · Mongolië · Myanmar · Nepal · Noord-Korea · Oezbekistan · Oman · Oost-Timor · Pakistan · Palestina · Qatar · Saoedi-Arabië · Singapore · Sri Lanka · Syrië · Tadjikistan · Thailand · Turkmenistan · Verenigde Arabische Emiraten · Vietnam · Zuid-Korea

CAF-zone: Algerije · Angola · Benin · Botswana · Burkina Faso · Burundi · Centraal-Afrikaanse Republiek · Comoren · Congo-Brazzaville · Congo-Kinshasa · Djibouti · Egypte · Equatoriaal-Guinea · Eritrea · Ethiopië · Gabon · Gambia · Ghana · Guinee · Guinee-Bissau · Ivoorkust · Kaapverdië · Kameroen · Kenia · Lesotho · Liberia · Libië · Madagaskar · Malawi · Mali · Mauritanië · Mauritius · Marokko · Mozambique · Namibië · Niger · Nigeria · Oeganda · Rwanda · Sao Tomé en Principe · Senegal · Seychellen · Sierra Leone · Soedan · Somalië · Swaziland · Tanzania · Togo · Tsjaad · Tunesië · Zambia · Zimbabwe · Zuid-Afrika · Zuid-Soedan 

CONCACAF-zone: Amerikaanse Maagdeneilanden · Anguilla · Antigua en Barbuda · Aruba · Bahama's · Barbados · Belize · Bermuda · Britse Maagdeneilanden · Canada · Kaaimaneilanden · Costa Rica · Cuba · Curaçao · Dominica · Dominicaanse Republiek · El Salvador · Frans Guyana · Grenada · Guadeloupe · Guatemala · Guyana · Haïti · Honduras · Jamaica · Martinique · Mexico · Montserrat · 
Nicaragua · Panama · Puerto Rico · Saint Kitts en Nevis · Saint Lucia · Saint Vincent en de Grenadines · Sint Maarten · Suriname · Trinidad en Tobago · Turks- en Caicoseilanden · Verenigde Staten

CONMEBOL-zone: Argentinië · Bolivia · Brazilië · Chili · Colombia · Ecuador · Paraguay · Peru · Uruguay · Venezuela

OFC-zone: Amerikaans-Samoa · Cookeilanden · Fiji · Nieuw-Caledonië · Nieuw-Zeeland · Papoea-Nieuw-Guinea · Samoa · Salomoneilanden · Tahiti · Tonga · Vanuatu

UEFA-zone: Albanië · Andorra · Armenië · Azerbeidzjan · België · Bosnië en Herzegovina · Bulgarije · Cyprus · Denemarken · Duitsland · Engeland · Estland · Faeröer · Finland · Frankrijk · Georgië · Gibraltar · Griekenland · Hongarije · IJsland · Ierland · Israël · Italië · Kazachstan · Kosovo · Kroatië · Letland · Liechtenstein · Litouwen · Luxemburg · Macedonië · Malta · Moldavië · Montenegro · Nederland · Noord-Ierland · Noorwegen · Oekraïne · Oostenrijk · Polen · Portugal · Roemenië · Rusland · San Marino · Schotland · Servië · Slovenië · Slowakije · Spanje · Tsjechië · Turkije · Wales · Wit-Rusland · Zweden · Zwitserland